# Lukáš Dlouhý
Lukáš Dlouhý (Písek, Csehszlovákia, 1983. április 9.–) cseh hivatásos teniszező. Elsősorban páros tornákon ér el eredményeket, kétszeres Grand Slam-győztes.
A 2006-os Roland Garroson egyesben a harmadik fordulóig, párosban honfitársával, Pavel Víznerrel az elődöntőig jutott. Első Grand Slam-döntőit egy évvel később játszotta ugyancsak Vízner partnereként: előbb a Roland Garroson veszítettek Mark Knowles és Daniel Nestor ellen, majd a US Openen Simon Aspelin és Julian Knowle párosa ellen. 2008-tól új partnere az indiai Lijendar Pedzs volt, és ismét a US Open döntőjéig jutott. Ekkor az amerikai testvérpár, Bob Bryan és Mike Bryan győzte le őket két rövidítéses játszmában. 2009-ben - ugyancsak Peddzsel párban - megszerezte első győzelmeit a Roland Garroson és a US Openen.
Víznerrel, Peddzsel és a szlovák Michal Mertinakkal összesen öt ATP-tornát nyert.

## Grand Slam-döntői

### Páros

#### Győzelmei (2)
| Év   | Helyszín      | Partner        | Ellenfelek a döntőben        | Eredmény a döntőben |
| 2009 | Roland Garros | Lijendar Pedzs | Wesley Moodie Dick Norman    | 3–6, 6–3, 6–2       |
| 2009 | US Open       | Lijendar Pedzs | Mahesh Bhupathi Mark Knowles | 3–6, 6–3, 6–2       |

#### Elvesztett döntői (3)
| Év   | Helyszín      | Partner        | Ellenfelek a döntőben       | Eredmény a döntőben |
| 2007 | Roland Garros | Pavel Vízner   | Mark Knowles Daniel Nestor  | 6–2, 3–6, 4–6       |
| 2007 | US Open       | Pavel Vízner   | Simon Aspelin Julian Knowle | 5–7, 4–6            |
| 2008 | US Open       | Lijendar Pedzs | Bob Bryan Mike Bryan        | 6–7, 6–7            |

## ATP-döntői

### Páros

#### Győzelmei (5)
| Összesítés                                            | Összesítés |
| ----------------------------------------------------- | ---------- |
| Grand Slam-torna                                      | (0)        |
| ATP World Tour Masters 1000 / ATP Masters Series      | (0)        |
| ATP World Tour 500 Series / International Series Gold | (0)        |
| ATP World Tour 250 Series / International Series      | (5)        |
| ATP World Tour Finals / Tennis Masters Cup            | (0)        |

| No. | Dátum                | Helyszín        | Borítás | Partner         | Ellenfelei a döntőben                 | Eredmény a döntőben |
| 1.  | 2006. február 20.    | Costa Do Sauipe | Salak   | Pavel Vízner    | Mariusz Fyrstenberg Marcin Matkowski  | 6–1, 4–6, [10-3]    |
| 2.  | 2006. május 1.       | Estoril         | Salak   | Pavel Vízner    | Lucas Arnold Ker Leoš Friedl          | 6–3, 6–1            |
| 3.  | 2007. február 2.     | Costa Do Sauipe | Salak   | Pavel Vízner    | Albert Montañés Rubén Ramírez Hidalgo | 6–2, 7–6 (4)        |
| 4.  | 2007. július 23.     | Umag            | Salak   | Michal Mertinak | Jaroslav Levinský David Škoch         | 6–1, 6–1            |
| 5.  | 2008. szeptember 21. | Bangkok         | Kemény  | Lijendar Pedzs  | Scott Lipsky David Martin             | 6–4, 7–6(4)         |

#### Elvesztett döntői (6)
| Összesítés                                            | Összesítés |
| ----------------------------------------------------- | ---------- |
| Grand Slam-torna                                      | (0)        |
| ATP World Tour Masters 1000 / ATP Masters Series      | (0)        |
| ATP World Tour 500 Series / International Series Gold | (4)        |
| ATP World Tour 250 Series / International Series      | (2)        |
| ATP World Tour Finals / Tennis Masters Cup            | (0)        |

| No. | Dátum                | Helyszín  | Borítás | Partner        | Ellenfelei a döntőben                   | Eredmény a döntőben |
| 1.  | 2006. április 10.    | Valencia  | Salak   | Pavel Vízner   | David Škoch Tomas Zib                   | 4–6, 3–6            |
| 2.  | 2007. február 26.    | Acapulco  | Salak   | Pavel Vízner   | Potito Starace Martin Vassallo Arguello | 0–6, 2–6            |
| 3.  | 2008. június 9.      | Halle     | Fű      | Lijendar Pedzs | Mihail Juzsnij Mischa Zverev            | 6–3, 4–6, [3-10]    |
| 4.  | 2008. szeptember 29. | Tokió     | Kemény  | Lijendar Pedzs | Mihail Juzsnij Mischa Zverev            | 3–6, 4–6            |
| 5.  | 2009. február 15.    | Rotterdam | Kemény  | Lijendar Pedzs | Daniel Nestor Nenad Zimonjic            | 2–6, 5–7            |
| 6.  | 2010. február 27.    | Dubaj     | Kemény  | Lijendar Pedzs | Simon Aspelin Paul Hanley               | 2–6, 3–6            |

## Külső hivatkozások
- Lukáš Dlouhý profilja az ATP oldalán (angolul)
- Dlouhý aktuális mérkőzései
- Dlouhý helyezései a világranglistán